# Tradicijska okućnica u Dubravici
Tradicijska okućnica u mjestu i općini Dubravica locirana je na izduženoj parceli uz glavnu prometnicu u središtu naselja. Na njoj se nalaze kuća, štala i bunar. Kuća prizemnica od širokih planjki djelomično podrumljena građena je 1908. g. Spada u red vrijednih kuća u sjeverozapadnoj Hrvatskoj zbog oblikovanja, materijala, dekoracije, unutrašnjeg prostora koji tipološki pripada razvijenijoj trodijelnoj kući, a prava rijetkost su očuvane 4 zidane peći te nekoliko predmeta pokućstva i onih vezanih za poljodjelstvo. Značajna je i za povijest lokalne uprave stoga što je u kući u razdoblju od 1926. – 1935. g.bila općinska uprava.

## Zaštita
Pod oznakom Z-5221 zaveden je kao nepokretno kulturno dobro - pojedinačno, pravna statusa zaštićena kulturnog dobra.